# Мюллер, Вернер
Вернер Мюллер (нем. Werner Müller; 22 мая 1907, Эммерих, Германская империя — 7 марта 1990, Бад-Урах) — немецкий этнолог, сотрудник организации «Аненербе».

## Биография
Специализировался на мифологии североамериканских индейцев. В 1930 г. защитил в Бонне кандидатскую диссертацию. С 1933 г. работал библиотекарем в Берлине. Участвовал в изучении хроники Ура-Линда.

## Карьера при нацистах
В 1933 г. вступил в НСДАП, в 1940 г. в СС. Состоял в Личном штабе рейхсфюрера СС. Возглавлял учебно-исследовательский отдел топографии и ландшафтного символизма Аненербе. В 1942 г. защитил докторскую диссертацию в Страсбургском университете. В 1944 г. назначен доцентом религиоведения в Страсбурге, но приступить к исполнению обязанностей не смог из-за наступления союзников.

## После войны
После 1945 г. вёл приватную жизнь учёного, был стипендиатом Немецкого научно-исследовательского сообщества. В 1955—1962 гг. работал библиотекарем в Западном Берлине. С 1962 г. заведующий отделом истории и географии университетской библиотеки в Тюбингене.

## Сочинения
- Die ältesten amerikanischen Sintfluterzählungen, 1930
- Kreis und Kreuz. Untersuchungen zur sakralen Siedlung bei Italikern und Germanen, Berlin 1938
- Die Blaue Hütte. Zum Sinnbild der Perle bei nordamerikanischen Indianern, Wiesbaden 1954
- Weltbild und Kult der Kwakiutl-Indianer, Wiesbaden 1955
- Die Religionen der Waldlandindianer Nordamerikas, Berlin 1956
- Die Religionen der Indianervölker Nordamerikas, in: Die Religionen des alten Amerika, Religionen der Menschheit Bd. 7, Stuttgart 1961
- Die heilige Stadt. Roma quadrata, himmlisches Jerusalem und die Mythe vom Weltnabel, Stuttgart 1961
- Glauben und Denken der Sioux. Zur Gestalt archaischer Weltbilder, Berlin 1970
- Indianische Welterfahrung, Frankfurt 1981
- Amerika — Die Neue oder die Alte Welt? 1982